# Giao điểm Mặt Trăng

Các giao điểm Mặt Trăng là các điểm trong đó đường di chuyển của Mặt Trăng (bạch đạo) trên bầu trời cắt hoàng đạo, đường chuyển động của Mặt Trời trên bầu trời.

Các giao điểm Mặt Trăng hay tiết điểm Mặt Trăng là các giao điểm quỹ đạo của Mặt Trăng, nghĩa là các điểm mà tại đó quỹ đạo của Mặt Trăng (còn gọi là bạch đạo) cắt hoàng đạo (đường chuyển động biểu kiến của Mặt Trời trên bầu trời khi so với các ngôi sao làm nền). Giao điểm thăng (điểm/nút tiến) là điểm mà Mặt Trăng vượt qua hoàng đạo để tiến lên phía bắc nên còn gọi là giao điểm Bắc. Giao điểm giáng (điểm/nút lùi) là điểm mà Mặt Trăng vượt qua hoàng đạo để tiến xuống phía nam nên còn gọi là giao điểm Nam.
Các hiện tượng như nhật thực và nguyệt thực chỉ xảy ra ở gần các giao điểm Mặt Trăng:
Nhật thực diễn ra khi đường đi của Mặt Trăng rất gần với một trong hai giao điểm này và trùng với trăng mới (ngày sóc); nguyệt thực diễn ra khi đường đi của Mặt Trăng rất gần với một trong hai giao điểm này và trùng với trăng tròn (ngày vọng). Khoảng cách góc của Mặt Trăng tới các giao điểm khi đó nhỏ hơn khoảng 1,5°.
Các giao điểm Mặt Trăng cũng tiến động tương đối nhanh xung quanh hoàng đạo, thực hiện đủ một chu kỳ (gọi là chu kỳ giao điểm hay chu kỳ nút) trong 6793,5 ngày hay 18,5996 năm (lưu ý rằng nó không phải là chu kỳ thực Saros). Cũng chu kỳ này khi đo trong một hệ quy chiếu quán tính, chẳng hạn Hệ quy chiếu Thiên thể Quốc tế (ICRS), một hệ tọa độ so với các ngôi sao cố định, là 18,599525 năm.
Hai nhật thực trong tháng 7 năm 2000 (vào ngày 1 và ngày 31) đều xảy ra quanh thời gian Mặt Trăng ở giao điểm thăng. Thiên thực giao điểm thăng và giáng lặp lại sau trung bình một năm giao điểm, bằng xấp xỉ 0.94901 năm Gregory.

## Tên gọi và biểu tượng
Các giao điểm này được gọi bằng các tên gọi khác nhau tại mỗi nơi trên thế giới.
Do giao điểm thăng là điểm cắt ngang giữa hoàng đạo và bạch đạo để Mặt Trăng tiến từ phía nam lên phía bắc, nên trong ngôn ngữ phương Tây, như trong tiếng Anh đôi khi gọi nó là North node (giao điểm Bắc). Trong các tài liệu châu Âu cổ, nó được nói tới như là đầu rồng (Caput Draconis hay Anabibazon). Biểu tượng của giao điểm thăng là , một biểu tượng thiên văn và chiêm tinh cho đầu rồng.  Tương tự, giao điểm giáng là điểm cắt ngang giữa hoàng đạo và bạch đạo để Mặt Trăng tiến từ phía bắc xuống phía nam, nên trong tiếng Anh đôi khi gọi nó là South node (giao điểm Nam). Nó được biết tới như là đuôi rồng (Cauda Draconis hay Catabibazon), và biểu tượng của nó là đảo ngược của biểu tượng cho giao điểm thăng: .  Lưu ý rằng cái gọi là giao điểm Bắc trên thực tế có thể nằm ở phía nam của giao điểm Nam trong hành trình của chu kỳ nút.
Trong chiêm tinh học Hindu (tức Jyotiṣa), giao điểm thăng gọi là राहु (Rahu) còn giao điểm giáng gọi là केतु (Ketu). Khi du nhập vào Trung Quốc và Việt Nam, chúng lần lượt được gọi tương ứng là 羅喉/La Hầu và 計都/Kế Đô.

## Xích vĩ tột cùng
Quỹ đạo Mặt Trăng nghiêng khoảng 5,145° so với mặt phẳng hoàng đạo: vì thế Mặt Trăng có thể lên cao tới khoảng 5° về phía bắc của hoàng đạo và cũng chừng ấy thấp hơn về phía nam của hoàng đạo. Mặt phẳng hoàng đạo nghiêng khoảng 23,4° so với xích đạo thiên thể, là mặt phẳng vuông góc với trục tự quay của Trái Đất. Kết quả là, một lần trong chu kỳ giao điểm 18,5996 năm, thời điểm khi xảy ra giao điểm thăng của quỹ đạo Mặt Trăng trùng với điểm xuân phân, thì Mặt Trăng đạt tới các xích vĩ tột cùng (cực đại/cực tiểu) về phía nam hay phía bắc. Khi đó nó cũng mọc và lặn trên đường chân trời với góc phương vị xa nhất về phía bắc hay phía nam; cao độ của Mặt Trăng cũng thấp nhất và cao nhất khi vượt qua đường kinh tuyến trời (còn gọi là vòng Tí Ngọ, tuyến Tí Ngọ hay khuyên Tí Ngọ); và những lần có thể trông thấy trăng non là muộn nhất. Ngoài ra, sự che khuất bởi Mặt Trăng đối với nhóm sao sáng trong quần sao Tua Rua (Pleiades), nằm phía trên khoảng 4° về phía Bắc của hoàng đạo, xảy ra trong một khoảng thời gian tương đối ngắn một lần trong mỗi chu kỳ giao điểm.

## Ý nghĩa chiêm tinh
Các giao điểm Mặt Trăng có tầm quan trọng chiêm tinh lớn trong chiêm tinh học Vệ Đà, và ở mức độ hạn hẹp hơn trong chiêm tinh học phương Tây. Thông thường chỉ mỗi giao điểm Bắc được biểu thị trong các lá số tử vi, do giao điểm Nam theo định nghĩa luôn luôn nằm tại điểm đối diện trong biểu đồ chiêm tinh. Trong chiêm tinh học Vệ Đà, giao điểm Bắc là Rahu còn giao điểm Nam là Ketu và cả hai đều được biểu thị trong biểu đồ.
Tầm quan trọng của chúng có thể khác biệt lớn trong các cách tiếp cận. Nói chung, giao điểm thăng được nhìn nhận như là điểm của cơ hội để sinh trưởng, phát triển và tự hoàn thiện, trong khi giao điểm giáng được coi là đại diện cho sự kiềm chế nghiệp hay các xu hướng dẫn tới hạn chế sự sinh trưởng. Giao điểm thăng mang sắc thái dương và có ích của Mộc tinh, trong khi giao điểm giáng thể hiện sự hạn chế và ngăn cản của Thổ tinh. Quan điểm khác lại cho rằng giao điểm thăng đại diện cho các mục đích tích cực còn giao điểm giáng biểu thị cho sự dễ dàng bị loại ra với ít cơ hội để sinh trưởng.
Trong chiêm tinh học Vệ Đà, Rahu (giao điểm thăng) được coi là tương tự như Thổ tinh còn Ketu tương tự như Hỏa tinh. Rahu biểu thị cho chủ nghĩa vật chất và tham vọng trong khi Ketu biểu thị các trở ngại trong thế giới vật chất trừ các xu hướng tinh thần.
Trong bói toán của người Việt, La Hầu và Kế Đô là 2 trong số 9 sao (cửu diệu), cùng Thái Dương, Thái Âm, Thủy Diệu, Thái Bạch, Vân Hán, Mộc Đức và Thổ Tú, có ảnh hưởng tới cuộc sống của con người.

## Ảnh hưởng tới thủy triều
Sự tiến động giao điểm Mặt Trăng có một ảnh hưởng nhỏ lên các loại thủy triều của Trái Đất – bao gồm thủy triều của khí quyển, của đại dương, và của lớp vỏ. Cục quản lý Đại dương và Khí quyển Quốc gia Hoa Kỳ (NOAA) xác định mức nước thấp trung bình dưới (mean lower low water – MLLW) tại một địa điểm bằng cách tính trung bình mực nước của đợt thủy triều thấp nhất được ghi nhận tại địa điểm đó mỗi ngày trong một giai đoạn 19 năm, được gọi là kỷ nguyên dữ liệu thủy triều quốc gia. Giai đoạn ghi 19 năm là số năm tròn gần nhất với chu kỳ giao điểm 18.6 năm của Mặt Trăng.
Kết hợp với sự dâng lên của mực nước biển do nóng lên toàn cầu, tiến động giao điểm Mặt Trăng được dự đoán là sẽ đóng góp vào sự tăng nhanh chóng của tần số lũ lụt ven biển trong thập niên 2030.